# Александър Север
Марк Аврелий Север Александър (на латински: Marcus Aurelius Severus Alexander), роден като Марк Юлий Гесий Басиан Алексиан (на латински: Marcus Julius Gessius Bassianus Alexianus), известен като Александър Север е римски император от династията на Северите. Управлява от 222 до 235 година.
Син е на сирийския провинциален магистрат Гесий Марциан и Юлия Мамея, дъщеря на Юлия Меса, по-голямата сестра на императрица Юлия Домна (жена на император Септимий Север , чието фамилно име младият владетел приема, по давление на преторианците, за да придаде повече авторитет на управлението си).
Получава добро образование и се обгражда с опитни и доверени хора - предимно от нобилитета. Прочува се, като добронамерен и способен, но много отстъпчив, нерешителен и слабохарактерен човек. Управлението му, въпреки това, бележи значими успехи и се доближава до това на т.нар. „добри императори“, най-вече - до тези на Адриан, Антонин Пий и Марк Аврелий.
С гибелта на император Александър приключва династията на Северите. Започва период на анархия и смутове известен като епоха на войнишките императори.

## Възцаряване и начало на управлението
За да спечели лоялността на войниците срещу узурпатора Макрин, Юлия Меса разпространява слуха, че Алексиан, както отначало се казва бъдещият Александър Север (наречен така от около 222 г.), и братовчед му Елагабал са незаконни синове на император Каракала. Елагабал е обявен за император и цялото семейство се мести в Рим. Там - по внушение на баба си - 18-годишният Елагабал осиновява своя 13-годишен братовчед и го обявява за цезар. Юлия Меса, недоволна от странните прояви на Елагабал, организира убийството му, за да го замени с доста по-послушния и умерен Алексиан. Той остава изцяло под неин контрол до смъртта й (към 224 г.), а после години наред, дори и след настъпването на пълнолетието му, фактическият управник е майка му (убита през 235 г.).
Култът към Елагабал (Хелиогабал) е задушен, а самия предходник на Александър Север - осъден на изличаване от паметта (Damnatio memoriae).
Новият император и обкръжението му изменят на обичайното за Северите фаворизиране на войската и се обвързват със сенатската аристокрация.
Първите години от управлението на Александър Север се отличават с относителен мир и спокойствие, както и с търсене на разумни реформи, целящи заобикаляне на кризата в държавата. Изтощаването на хазната от предходното управление изисква икономии, заради които са ограничени зрелищата и раздаванията, което предизвиква недоволство у войската и въобще - сред голяма част от народа.

## Вътрешна политика
На ръководните постове са назначени представители на нобилитета. Създава се и специален съвет от сенатори за управление на държавата, начело с видния юрист Улпиан, назначен за съпрефект на преторианците.
Предприети са мерки за намаляването на паричното обезценяване. Под влияние на Сената, занаятчийските колегии са реорганизирани и над тях е установен строг контрол. За да се неутрализира спекулата, правителството въвежда държавна регулация на някои цени, повишава стандарта на издаваните монети, стимулира икономиката и отпуска заеми при ниска лихва. Макар тези реформа да не постигат траен успех, постепенно е постигнат по-висок просперитет и много от данъците са намалени. 
При Александър Север са ремонтирани голям брой обществени сгради в Рим, където е построен последния голям римски акведукт – Aqua Alexandrina. Поддържат се пътищата в империята – занемарени при следващите владетели. По нареждане на императора на живеещите в граничните области се раздават земи, роби и добитък при условие, че синовете им ще служат в армията. Създадена е и специална категория войници, която да обработва земята в граничните области и да отговаря за отбраната на границата.
Александър Север налага забрана върху правото на родителите да убиват децата си, родени в нещастни дни (широкоразпространено в Рим суеверие, според което някои дати носят лош късмет) - нещо позволено по древноримските обичаи.  
Императорът предприема опити да възстанови старият римски морал в държавата, подкопаван от новонавлизащи чуждестранни култове и обичаи (например такива свързани с Изида и Астарта). Във връзка с това, той забранява и хомосексуалните прояви, заточва много от уличените в такива и налага тежки глоби на ексолетите – проституиращи мъже, занимаващи се със сексуално задоволяване на войниците; подлага на гонения и хетеросексуалните проститутки. 
Въпреки че са документирани сведения за гонения над християни през този период - по инициатива на префекта Улпиан - Александър Север демонстрира религиозна търпимост и дори симпатизира на християнството – според една от легендите той иска да основе храм на Христос, но е разубеден от съветниците си.

## Войни
В последните години от управлението си Александър Север воюва с персите и германите, застрашаващи римските територии.

### Война с Персия
През 226 г. в Персия, древната династия на партските Аршакиди е свалена и заменена от значително по-войнствените и опасни южноирански Сасаниди.
Шах Ардашир I, основател на новата династия, праща делегация в Рим с искане да му бъдат предадени всички римски владения, които някога са били в пределите на Ахеменидска Персия, т.е. тези провинциите по Източното Средиземноморие. Императорът отхвърля тези претенции и персийският владетел му обявява свещена война, за да ги осъществи (228 г.).
Конфликтът се води в Кападокия и Месопотамия с много несигурно превъзходство на страните. Римляните показват необикновена за тях неподготвеност и липса на дисциплина. Въпреки че няма военен опит, Александър, решен да се изяви като пълководец, пристига заедно с майка си и целия двор на мястото на събитията, с което много забавя и затруднява военните действия. Младият император пожелава да имитира бойните подвизи на Александър Македонски и дори по негов пример организира корпус от фалангити. 
Накрая е сключено примирие с цената на парични плащания и някои отстъпки в полза на Персия. Въпреки това Александър Север празнува победен триумф при завръщането си в Рим (232 г.). Той получава от Сената и официалните титли „Партски“ и „Персийски“.

### Поход в Германия и сваляне
Съвсем скоро след това (233 г.) Александър Север се отправя спешно към Рейнската граница за да пресече германските нападения в Римска Галия. 
По съвет на майка си Александър се опитва да купи мира с германците, но слухът за това предизвиква бурния гняв на много от неговите войници.

## Опозиция, сваляне и край на династията на Северите
Недоволството на армията неколкократно прераства във вълнения и бунтове, в Рим и в провинциите, насочени срещу отделни управници или срещу самият император и неговата деспотична майка Юлия Мамея, чиято прекалена намеса в управлението и личния живот на императора става причина за гняв и презрение към него. През 227 г. префектът Салусций, тъст на младия император, прави опит да я отстрани и сам да поеме управлението. Заговор е неуспешен и префектът е убит, а дъщеря му Салусция Орбиана е разведена от Александър и заточена.
Фатален за Александър Север се оказва бунтът сред легионерите през март 235 г. в един от военните лагери (Могунтиак, сега Майнц, Германия). Александър и майка му Мамея са убити от привърженици на провъзгласения от тях за император Максимин Тракиеца. Покойният император е погребан с официални почести в Рим, но над името на Мамея е произнесено Damnatio memoriae, което така и не е отменено. След падането на Максиминовия режим, Сенатът взема решение за обожествяване на Александър Север.